# Chinchilla de Monte-Aragón
Chinchilla de Monte-Aragón est une commune d'Espagne de la province d'Albacete dans la communauté autonome de Castille-La Manche.

## Géographie

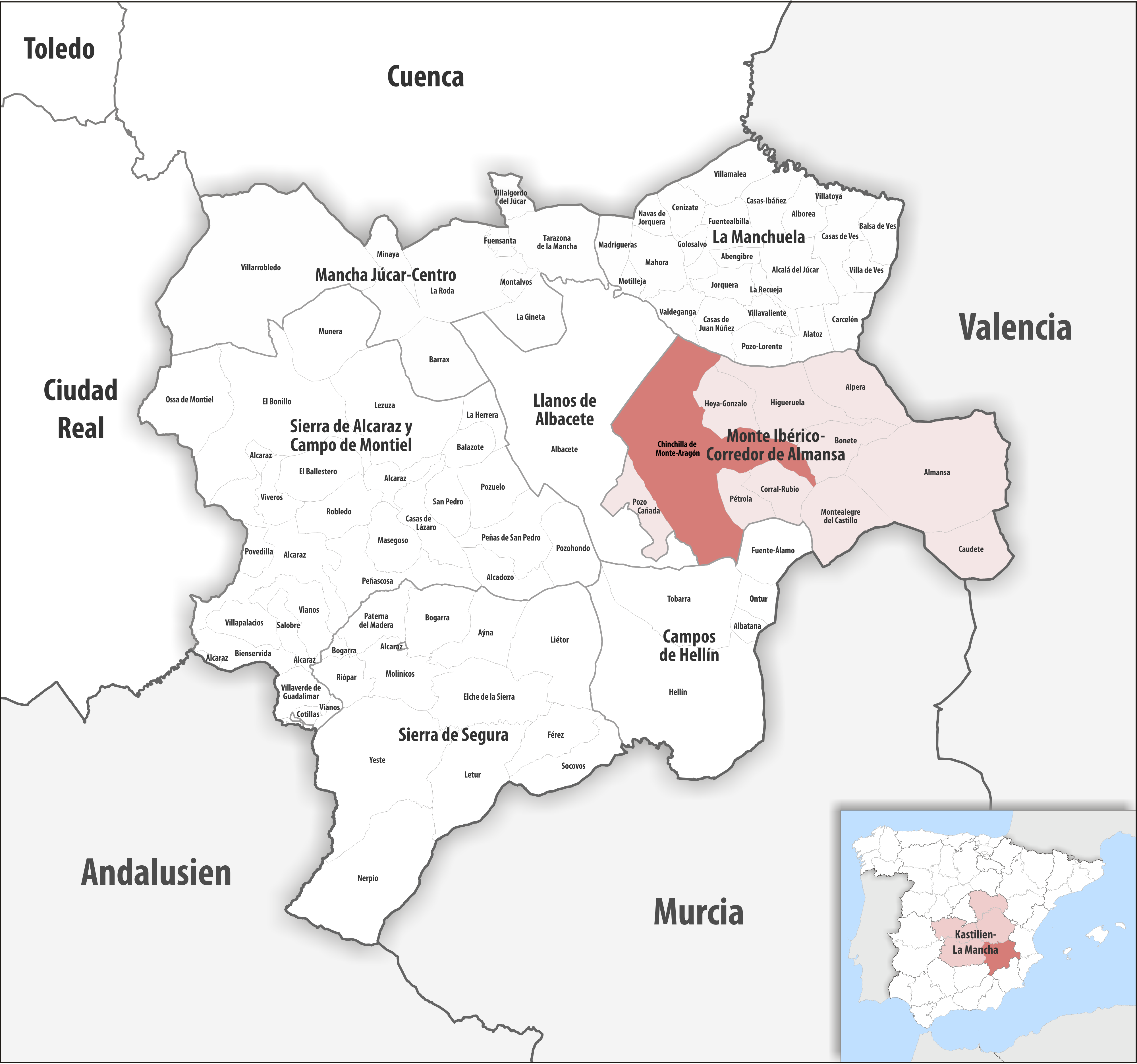
Chinchilla de Monte-Aragón dans la comarque, province d'Albacete / en région de Castille-La Manche

### Localisation
La commune de Chinchilla de Monte-Aragón se trouve dans le centre-ouest de la province d'Albacete et à la pointe ouest de la comarque La Mancha de Montearagón (es).
Albacete est à 17 km nord-ouest ;
Madrid à 274 km nord-ouest ;
Gibraltar à 605 km sud-ouest (distances par route).

## Administration
| Période                                  | Période | Identité | Étiquette | Qualité |
| ---------------------------------------- | ------- | -------- | --------- | ------- |
|                                          |         |          |           |         |
| Les données manquantes sont à compléter. |         |          |           |         |

## Culture
- Château de Chinchilla
- Chinchilla de Monte-Aragón a deux quartiers de maisons troglodytes[3] : Agujero et Patios Altos.

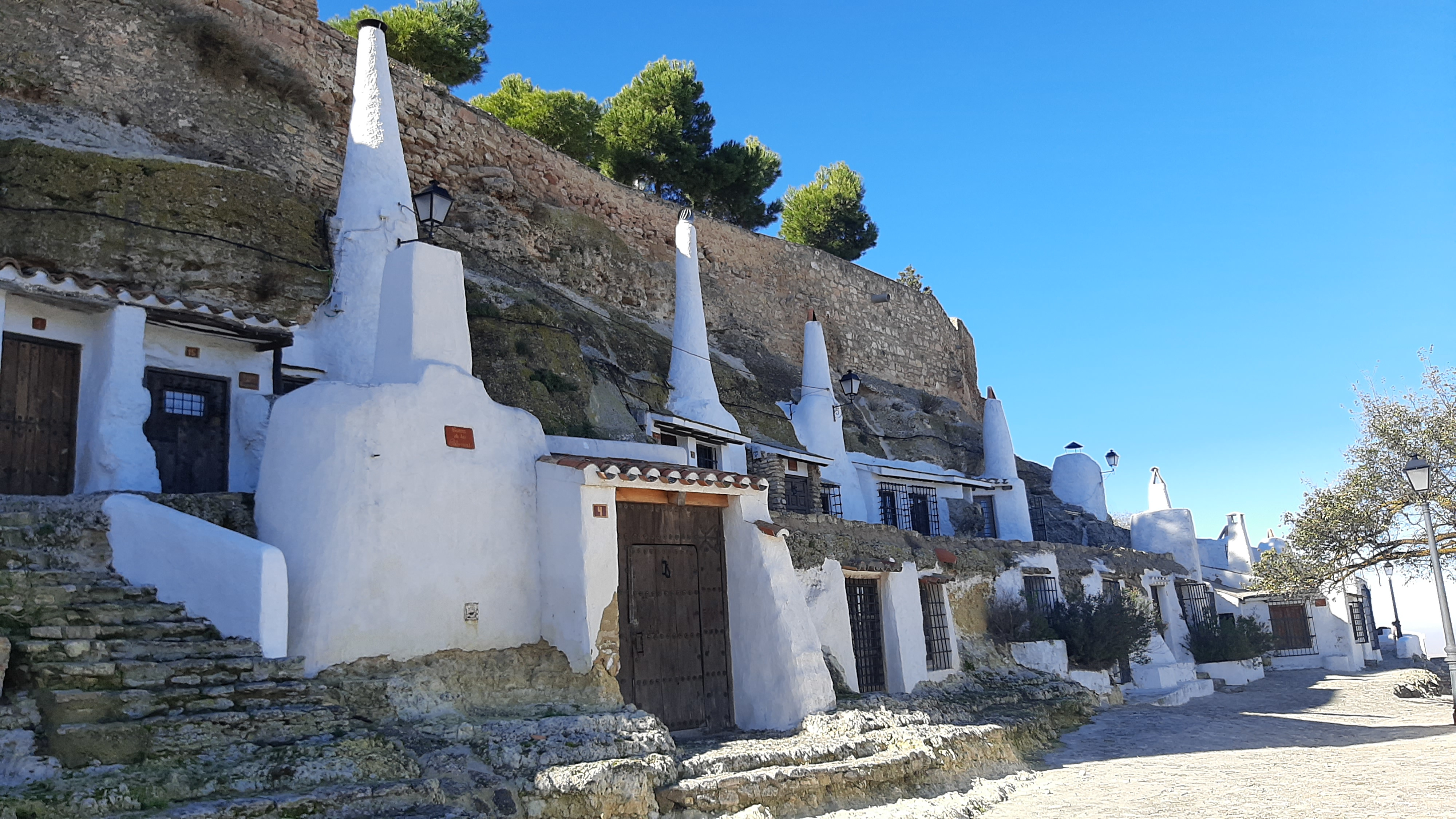
Maisons troglodytes à Agujero
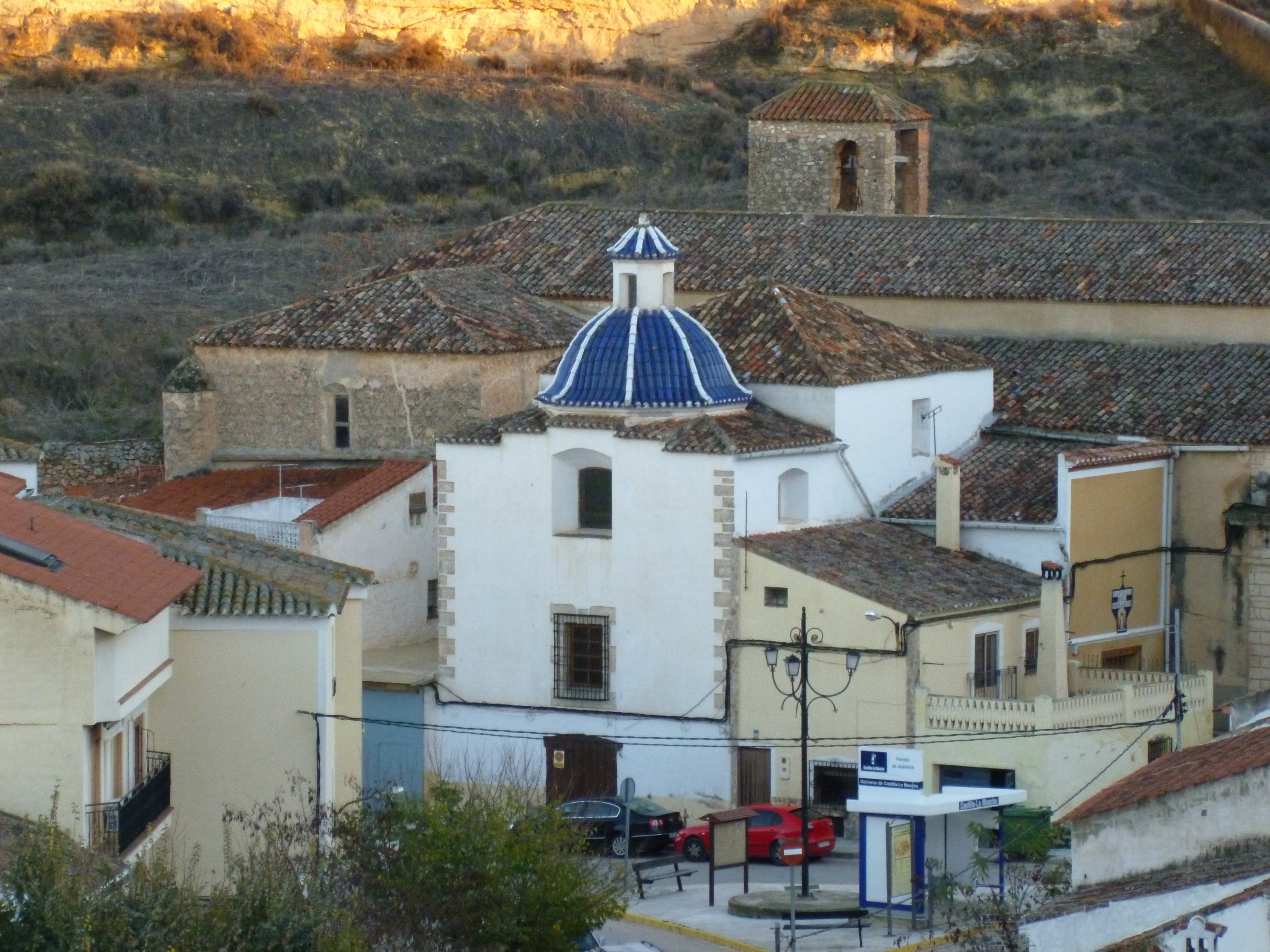
Vieux couvent de Saint Dominique
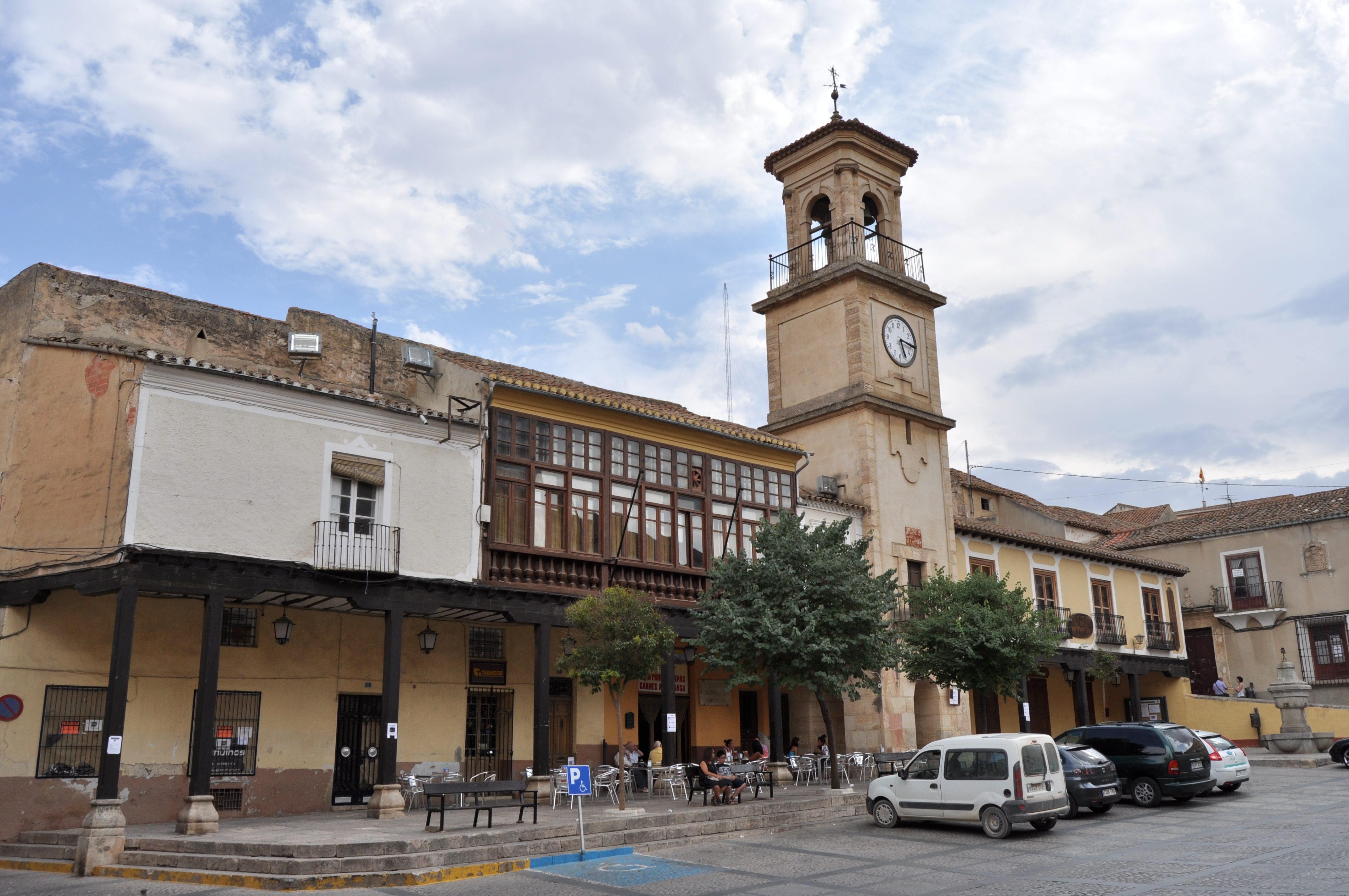
Tour de l'horloge et place
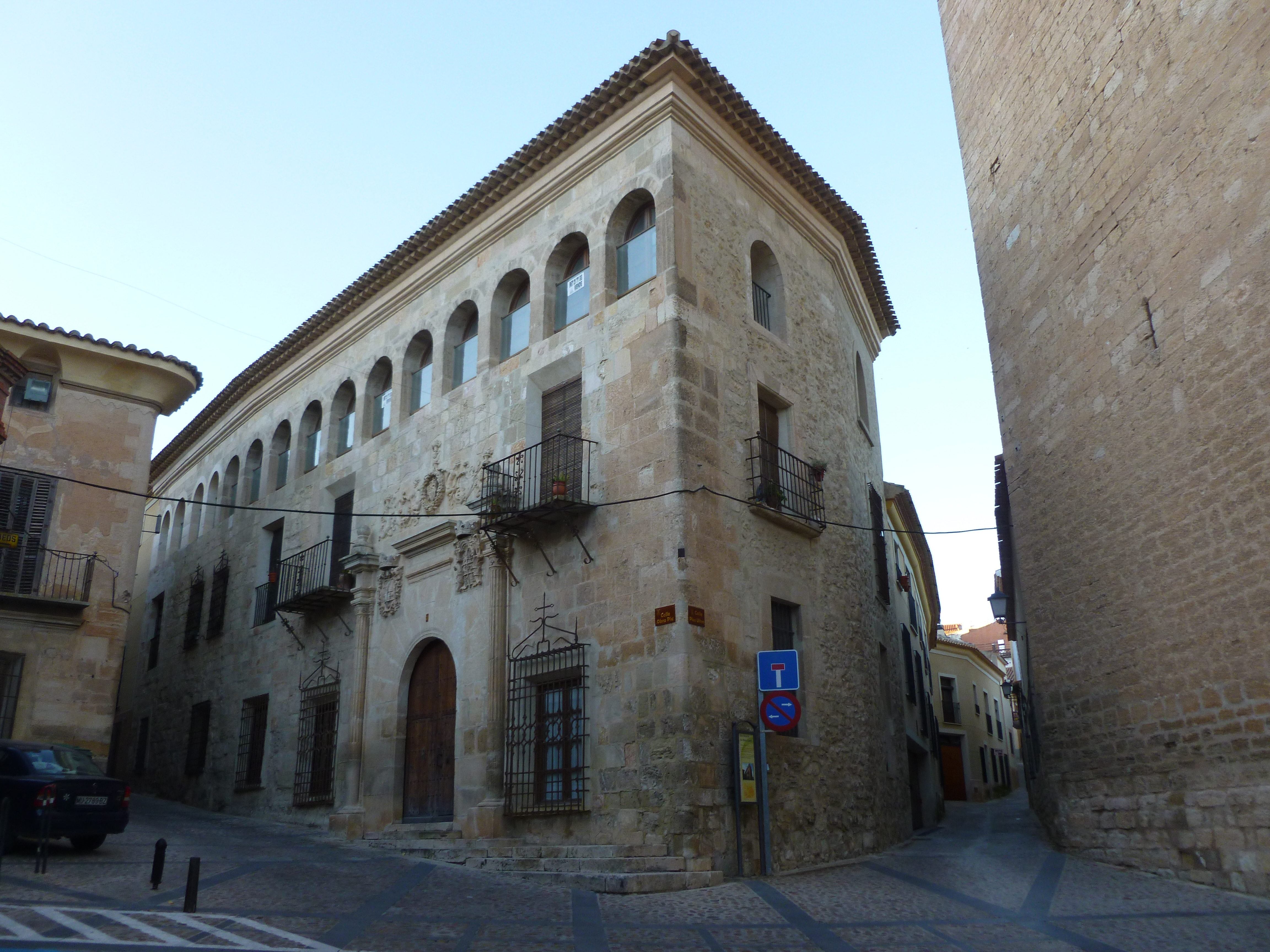
Palais de Nuñez Cortés
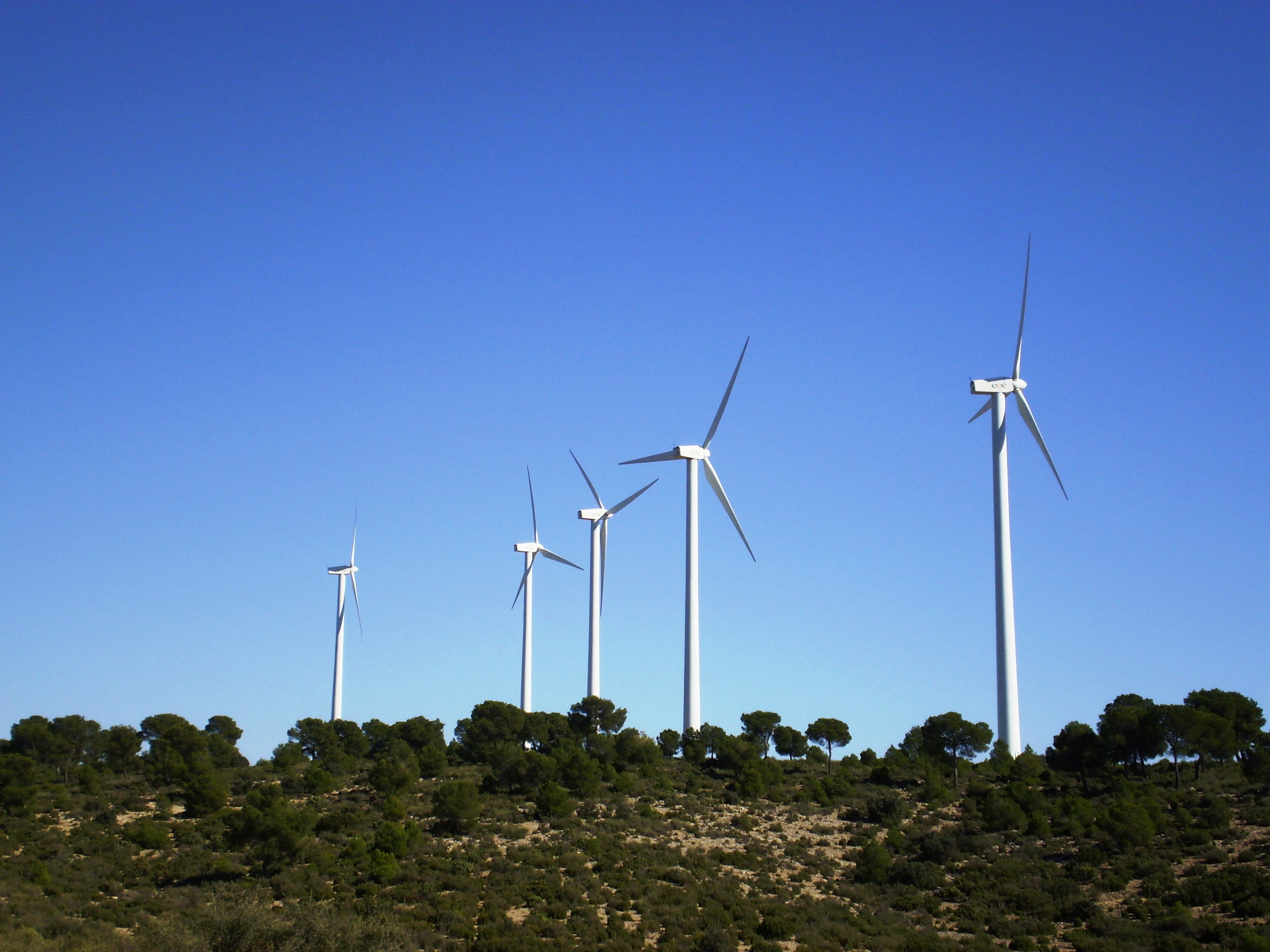
Éoliennes vers Pozo Cañada